# Stenhousemuir
Stenhousemuir, lågskotska: Stennymuir, skotsk gaeliska: Am Featha Taigh nan Clach, är en stad i centrala Skottland, belägen i Falkirks kommun i ståthållarskapet Stirling and Falkirk, 3 km norr om Falkirk. Befolkningen uppgick till 10 049 invånare vid folkräkningen 2011.
Staden ligger ungefär en kilometer norr om floden Carron, mellan orterna Larbert och Carron. Namnet kommer från, Arthur's O'On, det romerska stenhus som fanns på platsen fram till 1743 då Sir Michael Bruce lät riva det för att använda stenen till ett dammbygge.
I Stenhousemuir låg McCowan's Toffee Factory som grundades 1924 och blev känd för bland annat Penny Dainty och Highland Toffee. Fabriken lades ned 2011 och produktionen flyttades till England.
Staden är hemstad åt fotbollslagen Stenhousemuir FC och East Stirlingshire FC som delar hemmaplan på Ochilview Park.